# Liste der denkmalgeschützten Objekte in Senftenberg (Niederösterreich)
Die Liste der denkmalgeschützten Objekte in Senftenberg enthält die 21 denkmalgeschützten, unbeweglichen Objekte der Gemeinde Senftenberg.

## Denkmäler
| Foto |                 | Denkmal | Standort                                   | Beschreibung | Metadaten |
| ---- | --------------- | --- | ------------------------------------------ | --- | --- |
| ja   | Datei hochladen | Bürgerhaus HERIS-ID: 56406 Objekt-ID: 65849                                                                          | Kirchengasse 8 Standort KG: Imbach         | Der Turmhof in der Kirchengasse 8 liegt im früheren Ortskern von Imbach. Das Gut wurde im Verbund mit dem Haus Kirchengasse 6 bis zur Weintalgasse 1 im 12. Jahrhundert von den Minnebachern (Burg Imbach) dem heutigen Stift Herzogenburg gestiftet und als Weinlesehof genutzt. Ende des 15. Jahrhunderts dürfte das Haus im Besitz des Hans Rumpf gestanden sein, dessen Familie ab dem früheren 14. Jahrhundert in Imbach und Rehberg reich begütert war. Spätere Nutzer waren Amtsträger des Dominikanerinnenstifts in Imbach, die es 1666 erwarben. Heute präsentiert sich der zweigeschoßige, traufständige Turmhof mit straßenseitigem Breiterker auf geschwungenen Konsolsteinen. Im Erdgeschoß findet man Stichkappentonnen und eine tonnengewölbte Querhalle, im Obergeschoß ein Kreuzgratgewölbe und eine Holzbalkendecke mit Kerbschnitzdekor, das aus dem 16. Jahrhundert stammen dürfte. Der dreigeschoßigen Turm stammt vermutlich aus dem späten 14. oder 15. Jahrhundert. Aus dem dritten Viertel des 18. Jahrhunderts stammt der barocke Hausaltar mit Rocailleschnitzwerk und einem Reliquienschrein in Kartuschenrahmung. | BDA-Hist.: Q38072027 Status: Bescheid Stand der BDA-Liste: 2025-06-30 Name: Bürgerhaus GstNr.: .46 |
| ja   | Datei hochladen | Bürgerhaus HERIS-ID: 34138 Objekt-ID: 32082                                                                          | Kirchengasse 28 Standort KG: Imbach        | Das zweigeschoßige Bürgerhaus in der Kirchengasse 28 ist ein traufständiger, vierachsiger Bau mit einem Kern aus der Mitte des 16. Jahrhunderts. Es hat einen Breiterker, der sich über vier abgewellten Konsolen erhebt. Dieses Haus besaß und bewohnte bis zu seinem Ableben der Ägyptologe Hans Goedicke. | BDA-Hist.: Q37956415 Status: Bescheid Stand der BDA-Liste: 2025-06-30 Name: Bürgerhaus GstNr.: .56 |
| ja   | Datei hochladen | Pfarrhof HERIS-ID: 49957 Objekt-ID: 54343                                                                            | Klosterhof 1 Standort KG: Imbach           | Der Pfarrhof von Imbach ist ein Ende des 18. Jahrhunderts adaptierter Bau mit Walmdach. Im Obergeschoß verfügt er über eine Flachdecke mit Putzschnittspiegel. Das ursprünglich zweiteilige Herrschaftshaus (Ende 13. Jahrhundert), diente Verwaltungszwecken des Dominikanerinnenstiftes in Imbach. Von 1724 bis 1782 (Klosterauflösung) war es das Hofrichterhaus der Stiftsherrschaft und wurde mit der Hof-Resolution vom 5. März 1790 der Pfarre Imbach einverleibt. | BDA-Hist.: Q38037160 Status: Bescheid Stand der BDA-Liste: 2025-06-30 Name: Pfarrhof GstNr.: .83 |
| ja   | Datei hochladen | Anlage ehem. Dominikanerinnenkloster Imbach HERIS-ID: 112867 Objekt-ID: 131092seit 2019                              | Klosterhof 1 Standort KG: Imbach           | Vom ehemaligen Dominikanerinnenkloster aus dem dritten Viertel des 13. Jahrhunderts sind Reste des Osttraktes mit einer Gruppe von Spitzbogenfenstern erhalten. Zur Anlage gehören die Pfarrkirche Imbach, ein ehemaliger Klosterhof und eine Marienkapelle (siehe unter ehemalige Denkmäler). Anmerkung: 2019 wurde der Eintrag anders definiert, sodass nunmehr die Gesamtanlage mit allen Gebäuden zusammengefasst ist. | BDA-Hist.: Q38145183 Status: Bescheid Stand der BDA-Liste: 2025-06-30 Name: Anlage ehem. Dominikanerinnenkloster Imbach GstNr.: .40, 972, .82, 195/2, 190/1, .39/1, 190/3, .81, .39/2, 190/4, .83, 195/1, .86 Dominikanerinnenkloster Imbach |
| ja   | Datei hochladen | Burgruine Imbach HERIS-ID: 78304 Objekt-ID: 91963seit 2013                                                           | Imbach Standort KG: Imbach                 | Westlich der Krems befinden sich geringe Reste einer Ruine über dem Burgtal und dem Ort Imbach. In den Fundamenten ist die Struktur einer Burganlage mit Umfassungsmauer mit regelmäßigem Quadermauerwerk aus der Zeit um das 12. oder frühe 13. Jahrhundert erkennbar. Ostseitig befinden sich die 1979/1980 freigelegten Fundamente einer Kapelle mit Rundapsis. Die Burganlage von Imbach gehört zu den wichtigsten Referenzobjekten des frühen Burgenbaus in Ostösterreich. | BDA-Hist.: Q19962098 Status: Bescheid Stand der BDA-Liste: 2025-06-30 Name: Burgruine Imbach GstNr.: 967, 968/1 Burgruine Imbach |
| ja   | Datei hochladen | Ortskapelle HERIS-ID: 76676 Objekt-ID: 90266                                                                         | Priel 22, bei Standort KG: Priel           | Die mit 1790 bezeichnete Ortskapelle hl. Markus in Priel ist ein schlichter Bau mit eingezogenem Rechteckchor und einem Fassadenreiter hinter eingeschwungenen Giebelschrägen. Das Innere ist tonnengewölbt. Zur Ausstattung zählen eine Pietà-Gruppe mit den hll. Johannes d. Täufer und Markus sowie Putten aus dem dritten Viertel des 18. Jahrhunderts. | BDA-Hist.: Q38145163 Status: § 2a Stand der BDA-Liste: 2025-06-30 Name: Ortskapelle GstNr.: .38 Ortskapelle Priel |
| ja   | Datei hochladen | Kath. Pfarrkirche hl. Andreas sowie ehem. Kirchhof mit Ummauerung und Zugangsbrücke HERIS-ID: 50578 Objekt-ID: 55681 | Kirchenberg Standort KG: Senftenberg       | Die Pfarrkirche hl. Andreas war ursprünglich wahrscheinlich als Burgkirche angelegt. Einst war sie von einem Friedhof umgeben. Sie liegt zusammen mit dem Pfarrhof auf dem Umlaufberg im Südosten von Senftenberg. Die mittelalterliche Wehrkirche entstand in mehreren Bauphasen zwischen dem 12. Jahrhundert und der ersten Hälfte des 16. Jahrhunderts. Eine wahrscheinlich aus Holz gebaute Vorgängerkirche hat an dieser Stelle bereits in der Zeit um 1000 bestanden. | BDA-Hist.: Q38040943 Status: § 2a Stand der BDA-Liste: 2025-06-30 Name: Kath. Pfarrkirche hl. Andreas sowie ehem. Kirchhof mit Ummauerung und Zugangsbrücke GstNr.: .102, 243, 1722/1 Pfarrkirche Senftenberg                                |
| ja   | Datei hochladen | Sog. Weinhof/Gasthof HERIS-ID: 35041 Objekt-ID: 33635                                                                | Kirchenberg 1 Standort KG: Senftenberg     | Der sogenannte Weinhof ist ein ehemaliger herrschaftlicher Wirtschaftshof. Der dreiflügelige Bau steht südöstlich außerhalb von Senftenberg. Der Straßentrakt und der linke Hoftrakt sind zweigeschoßig, aus Bruchstein gemauert und von Schopfwalmdächern gedeckt. Der im Kern spätmittelalterliche, rechte Hoftrakt aus dem 15./16. Jahrhundert ist eingeschoßig und hat an der Ostseite vier abgefaste Steingewändeschlitze. | BDA-Hist.: Q37961374 Status: Bescheid Stand der BDA-Liste: 2025-06-30 Name: Sog. Weinhof/Gasthof GstNr.: 277/2 Weinhof Senftenberg |
| ja   | Datei hochladen | Bildstock, sog. Weingartentor HERIS-ID: 76686 Objekt-ID: 90276                                                       | bei Kirchenberg 1 Standort KG: Senftenberg | Das sogenannte Weingartentor am südöstlichen Ortsausgang ist ein wuchtiger, in jüngster Zeit veränderter Nischenbreitpfeiler mit geschwungenem Abschluss und Malereiresten, die vermutlich auf das 19. Jahrhundert zurückgehen. | BDA-Hist.: Q38145234 Status: § 2a Stand der BDA-Liste: 2025-06-30 Name: Bildstock, sog. Weingartentor GstNr.: 1722/2 |
| ja   | Datei hochladen | Pfarrhof HERIS-ID: 50577 Objekt-ID: 55680                                                                            | Kirchenberg 3 Standort KG: Senftenberg     | Der nördliche Teil des Pfarrhofs von Senftenberg stammt im Kern aus dem 16. Jahrhundert und ist auf einem Felsenkeller errichtet. Mehrmals wurde die Anlage umgebaut: im 18. Jahrhundert, 1905 und 1966. | BDA-Hist.: Q38040928 Status: § 2a Stand der BDA-Liste: 2025-06-30 Name: Pfarrhof GstNr.: .103 |
| ja   | Datei hochladen | Bürgerhaus HERIS-ID: 32677 Objekt-ID: 29815                                                                          | Kirchenberg 10 Standort KG: Senftenberg    | | BDA-Hist.: Q37949069 Status: Bescheid Stand der BDA-Liste: 2025-06-30 Name: Bürgerhaus GstNr.: .108 |
| ja   | Datei hochladen | Figurenbildstock hl. Johannes Nepomuk HERIS-ID: 76699 Objekt-ID: 90289                                               | bei Neuer Markt 4 Standort KG: Senftenberg | Der Nischenbreitpfeiler gegenüber dem Rathaus beherbergt eine Figur des hl. Johannes Nepomuk aus dem 19. Jahrhundert. | BDA-Hist.: Q38145303 Status: § 2a Stand der BDA-Liste: 2025-06-30 Name: Figurenbildstock hl. Johannes Nepomuk GstNr.: 1723/7, 954/1 |
| ja   | Datei hochladen | Bürgerhaus HERIS-ID: 41675 Objekt-ID: 42225                                                                          | Oberer Markt 8 Standort KG: Senftenberg    | Der zweigeschoßige, traufständige Bau am Oberen Markt 8 hat eine vierteilig gestaffelte Front. Das Erdgeschoß verfügt als Kellergeschoß über Lüftungsluken. Das Haus ist im Kern spätmittelalterlich. Die erneuerte Fassade ist mit einem Mittelerker auf Konsolen ausgestattet. Der Runderker seitlich des Rundbogentors stammt aus der Mitte des 16. Jahrhunderts. Hinter dem Tor befindet sich eine tonnengewölbte Durchfahrtshalle. Im Keller gibt es ein Tonnengewölbe mit Schalung aus der Mitte des 15. Jahrhunderts. | BDA-Hist.: Q38002201 Status: Bescheid Stand der BDA-Liste: 2025-06-30 Name: Bürgerhaus GstNr.: .28 |
| ja   | Datei hochladen | Bürgerhaus HERIS-ID: 41676 Objekt-ID: 42226                                                                          | Oberer Markt 30 Standort KG: Senftenberg   | Das Bürgerhaus am Oberen Markt 30 stammt im Kern aus dem 16. Jahrhundert. | BDA-Hist.: Q38002211 Status: Bescheid Stand der BDA-Liste: 2025-06-30 Name: Bürgerhaus GstNr.: .9 |
| ja   | Datei hochladen | Ehem. Herrschaftsmühle HERIS-ID: 41677 Objekt-ID: 42227                                                              | Schulgasse 5 Standort KG: Senftenberg      | „Alte Mühle beim Bad“ (in den frühen Urkunden auch als „Mühle unter dem Schloss Senftenberg“ bzw. „Mühle bey der underen Pruckhen“ bezeichnet). Erste urkundliche Erwähnung 1491 im Eigentum von Simon Auer. Die Mühle war gegenüber dem Pfarrer grunddienstpflichtig ohne Leibsgerechtigkeit. | BDA-Hist.: Q38002222 Status: Bescheid Stand der BDA-Liste: 2025-06-30 Name: Ehem. Herrschaftsmühle GstNr.: 122 Ehemalige Herrschaftsmühle Senftenberg                                                                                        |
| ja   | Datei hochladen | Bürgerhaus und Wirtschaftsgebäude HERIS-ID: 43659 Objekt-ID: 44314                                                   | Unterer Markt 31 Standort KG: Senftenberg  | Der breit gelagerte, zweigeschoßige Bau stammt im Kern aus dem 16. Jahrhundert. An der Fassade ist eine Ortsteingraffitomalerei mit Diamantquaderung zu sehen. Seitlich liegt ein Rundbogentor mit tiefer Laibung. Eine im späten 18./frühen 19. Jahrhundert angefertigte Wandmalerei in einer Stuckkartusche zeigt die Marienkrönung und den hl. Florian. | BDA-Hist.: Q38004612 Status: Bescheid Stand der BDA-Liste: 2025-06-30 Name: Bürgerhaus und Wirtschaftsgebäude GstNr.: .66/1 |
| ja   | Datei hochladen | Ehem. Starhemberg’sches Freihaus HERIS-ID: 35043 Objekt-ID: 33637                                                    | Unterer Markt 33 Standort KG: Senftenberg  | Das ehemalige Freihaus der Familie Starhemberg ist ein traufständiger und breit gelagerter Bau des 16. Jahrhunderts, dessen reich bemalte Front der starken Straßenkrümmung folgt. | BDA-Hist.: Q37961395 Status: Bescheid Stand der BDA-Liste: 2025-06-30 Name: Ehem. Starhemberg´sches Freihaus GstNr.: .65/1 Starhemberg'sches Freihaus, Senftenberg                                                                           |
| ja   | Datei hochladen | Bürgerhaus HERIS-ID: 41674 Objekt-ID: 42224                                                                          | Unterer Markt 40 Standort KG: Senftenberg  | Das dreiachsige Bürgerhaus am Unteren Markt 40 stammt im Kern aus dem 16. Jahrhundert. Es ist durch ein Walmdach gedeckt und verfügt über eine ehemalige Rauchküche. | BDA-Hist.: Q38002191 Status: Bescheid Stand der BDA-Liste: 2025-06-30 Name: Bürgerhaus GstNr.: .60/2 |
| ja   | Datei hochladen | Bürgerhaus HERIS-ID: 45664 Objekt-ID: 47069                                                                          | Unterer Markt 42 Standort KG: Senftenberg  | Das in einer Straßenbiegung gelegene Bürgerhaus Unterer Markt 42 ist ein zweigeschoßiger traufständiger Bau aus der Zeit um 1500. Die linken drei Achsen haben ein vorkragendes Obergeschoß über drei abgeschwungenen Konsolen mit Kerbschnittdekor und spätgotische, durchstäbte Fensterbänke. | BDA-Hist.: Q38017291 Status: Bescheid Stand der BDA-Liste: 2025-06-30 Name: Bürgerhaus GstNr.: 118/2 |
| ja   | Datei hochladen | Bürgerhaus, Steinmaurerhaus HERIS-ID: 46901 Objekt-ID: 49220                                                         | Unterer Markt 60 Standort KG: Senftenberg  | Das sogenannte Steinmaurerhaus ist ein traufständiger Block- und Bruchsteinbau, der in den ältesten Teilen aus dem frühen 15. Jahrhundert stammt. Ursprünglich handelte es sich um zwei getrennte Bauten. Straßenseitig ist das als Kellergeschoß ausgeführte Erdgeschoß aus Bruchstein gemauert, während das obere Geschoß eine Blockbauweise in Form von mit Lehm verfugten Holzbalken aufweist. Später wurde der gesamte Straßentrakt mit Stein ummantelt. Der hofseitige Bruchsteinbau mit gotischen Fenstergewänden und spätmittelalterlichen Fensterläden ist durch eine Außentreppe vom Blockbau getrennt. Später wurden die Einheiten baulich verbunden. | BDA-Hist.: Q38024608 Status: Bescheid Stand der BDA-Liste: 2025-06-30 Name: Bürgerhaus, Steinmaurerhaus GstNr.: .49/2 |
| ja   | Datei hochladen | Burgruine Senftenberg HERIS-ID: 35042 Objekt-ID: 33636                                                               | Standort KG: Senftenberg                   | Die Burgruine Senftenberg, auf einem hohen Felskegel dominierend über der Pfarrkirche und dem Ort gelegen, wurde wahrscheinlich im 12./13. Jahrhundert erbaut. Nach der Zerstörung durch die Schweden im Jahre 1645 wurde die Burg nicht wieder aufgebaut. | BDA-Hist.: Q664922 Status: Bescheid Stand der BDA-Liste: 2025-06-30 Name: Burgruine Senftenberg GstNr.: .101 Ruine Senftenberg |

## Ehemalige Denkmäler
| Foto |                 | Denkmal                                                                                                   | Standort                                | Beschreibung | Metadaten |
| ---- | --------------- | --- | --------------------------------------- | --- | --- |
| ja   | Datei hochladen | Kath. Pfarrkirche Mariä Geburt, ehem. Dominikanerinnenkirche mit Umfassungsmauer Objekt-ID: 32083bis 2018 | Klosterhof 1 Standort KG: Imbach        | Zwischen 1269 und 1285 erbaute zweischiffige Hallenkirche, ursprünglich mit einer Balkendecke versehener Saalbau, das Gewölbe wohl vor 1289 errichtet. Eines der ältesten gotischen Bauwerke Österreichs (Chor in der Stiftskirche Lilienfeld ab 1202, Capella Speciosa in Klosterneuburg 1222). Anmerkung: Das Objekt ist nicht aus dem Denkmalschutz gefallen, sondern wurde in den Eintrag des ehemaligen Klosters einbezogen.                                                                                                   | BDA-Hist.: Q37956428 Status: § 2a Stand der BDA-Liste: 2018-01-22 Name: Kath. Pfarrkirche Mariä Geburt, ehem. Dominikanerinnenkirche mit Umfassungsmauer GstNr.: .40 Pfarrkirche Imbach |
| ja   | Datei hochladen | Ehem. Pfarrhof, ehem. Stift Imbach Objekt-ID: 90251bis 2018                                               | Klosterhof 8 Standort KG: Imbach        | Dieser Teil des Stiftes der Dominikanerinnen in Imbach war der ehemalige Gästetrakt und gehört heute zur Pfarre Imbach. Es ist ein zweigeschoßiger, traufständiger Bau des 18. Jahrhunderts mit einem älteren Kern in der Nordecke des Hauses (vermutlich Pförtnerhaus). Das Obergeschoß weist eine teilweise Lisenengliederung auf. Die Anlage verfügt über eine tonnengewölbte Durchfahrtshalle. Anmerkung: Das Objekt ist nicht aus dem Denkmalschutz gefallen, sondern wurde in den Eintrag des ehemaligen Klosters einbezogen. | BDA-Hist.: Q38145106 Status: § 2a Stand der BDA-Liste: 2018-01-22 Name: Ehem. Pfarrhof GstNr.: .39/2                                                                                    |
| ja   | Datei hochladen | Kapelle Objekt-ID: 90258bis 2018                                                                          | bei Klostergarten 2 Standort KG: Imbach | Die Marienkapelle mit Dreiecksgiebel wurde 1849 beim Flussübergang Burgtal errichtet und 1982 wegen Straßenerweiterung neben das ehemalige Dominikanerinnenkloster versetzt. Anmerkung: Das Objekt ist nicht aus dem Denkmalschutz gefallen, sondern wurde in den Eintrag des ehemaligen Klosters einbezogen. | BDA-Hist.: Q38145142 Status: § 2a Stand der BDA-Liste: 2018-01-22 Name: Kapelle GstNr.: 190/1 Marienkapelle Imbach                                                                      |